# إبراهيم المليفي
إبراهيم المليفي (ولد في الكويت في 17 سبتمبر 1970) كاتب وصحفي كويتي يرأس تحرير مجلة العربي الكويتية من عام 2019. صدر له عدد من المؤلفات منها: كتاب (آسيا .. المائدة الباذخة)، وكتاب (كنا هناك: صراع مضى وإرث بقى).

## التعليم
حاصل على البكالوريوس في الاقتصاد والعلوم السياسية من جامعة الكويت عام 1995.

## العمل
- رئيس تحرير مجلة العربي من 2019م.
- الأمين العام المساعد لقطاع الإدارية والمالية والخدمات في المجلس الوطني للثقافة والفنون والآداب.
- مدير إدارة تحرير مجلة العربي من أغسطس 2022.[5]
- عمل كاتباً ومحرراً في مجلة العربي الثقافية من 1999 إلى الآن.
- يكتب زاوية " الأغلبية الصامتة " في جريدة الجريدة من عام 2010.
- كاتب ومحرر في صحيفة السياسة اليومية والهدف الأسبوعية من عام 1994 إلى عام 2000.[1]

## المؤلفات
| الكتاب                                    | التاريخ | ملاحظات    |
| ----------------------------------------- | ------- | ---------- |
| حالة حرية التعبير في الكويت (1995 – 2007) | 2009    |            |
| صفوان الأيوبي: الريشة العنيدة             | 2014    | [ 6 ]      |
| كنا هناك: صراع مضى وإرث بقى               | 2015    | أدب رحلات. |
| آسيا المائدة الباذخة                      | 2016    | أدب رحلات. |
| هوامش كوبية                               | 2022    | أدب رحلات. |